# G.I. Blues (película)
G.I. Blues conocida en Latinoamérica bajo el nombre de "El blues del solado" o "Café Europa" es una película estadounidense del género comedia musical de 1960 dirigida por Norman Taurog y protagonizada por Elvis Presley y Juliet Prowse. La película - la quinta de Presley, pero la primera tras su baja del Ejército estadounidense - se filmó en los estudios Paramount Pictures, con algunos escenarios de preproducción rodados en Alemania Occidental mientras Presley estaba destinado allí. G.I. Blues obtuvo el segundo puesto en el Premio Laurel en la categoría de Mejor Musical de 1960. La película recaudó en el mercado doméstico unos 4.3 millones de dólares tras su estreno.  Durante la filmación se dio un breve encuentro entre Elvis y Marilyn Monroe.

## Argumento
El especialista del ejército estadounidense Tulsa McLean es un tripulante de tanque con una carrera como cantante. Sirviendo en la 3.ª División Blindada en Alemania Occidental, McLean sueña con dirigir su propio club nocturno al dejar el ejército, pero esos sueños no son baratos. Tulsa y sus amigos han formado una banda y actúan en varias "Gasthauses" alemanas, clubes nocturnos y en un escenario de las Fuerzas Armadas. En un bar, incluso descubre el disco "Blue Suede Shoes" en una gramola, cantado por un tal Elvis Presley.
Para recaudar fondos, Tulsa apuesta a que su comandante de tanque, Dynamite, puede pasar la noche con una bailarina del club llamada Lili, de quien se rumorea que es difícil conseguir pareja desde que rechazó a otro soldado, Turk. Dynamite y Turk ya habían competido por mujeres cuando ambos estaban destinados en Hawái. Cuando Dynamite es transferido a Alaska, Tulsa es contratado para ocupar su lugar en la apuesta. No le hace ninguna gracia, pero debe aceptarlo.
Tulsa usa su encanto sureño y llama a Lili "señora". Al principio, ella lo ve como otro soldado de servicio. Luego, tras un día en el Rin, Lili empieza a enamorarse de él. Mientras tanto, Cookie, el amigo de Tulsa, se enamora de Tina, la compañera de piso de Lili, de Italia. Al final, Tiger, el hijo de Rick y Marla, ayuda a Tulsa a ganar la apuesta por el atuendo y el corazón de Lili.

## Reparto
- Elvis Presley como la agente 5 Tulsa McLean
- Juliet Prowse como Lili
- Robert Ivers como el soldado Cookie
- James Douglas como Rick
- Leticia Román como Tina
- Sigrid Maier como Marla
- Arch Johnson como el sargento McGraw
- Mickey Knox como Jeeter
- John Hudson como el capitán Hobart
- Ken Becker como Mac
- Jeremy Slate como Turk
- Beach Dickerson como Warren
- Trent Dolan como Mickey
- Carl Crow como Walt
- Fred Essler como el padre Mueller
- Ron Starr como Harvey
- Erika Peters como Trudy
- Ludwig Stössel como el dueño del teatro de marionetas

Además, en papeles no acreditados, Edson Stroll aparece como Dynamite, mientras que los verdaderos compañeros de banda de Presley, Scotty Moore y D. J. Fontana, y sus coristas habituales, The Jordanaires, actúan en pantalla en esos mismos papeles. 

## Antecedentes

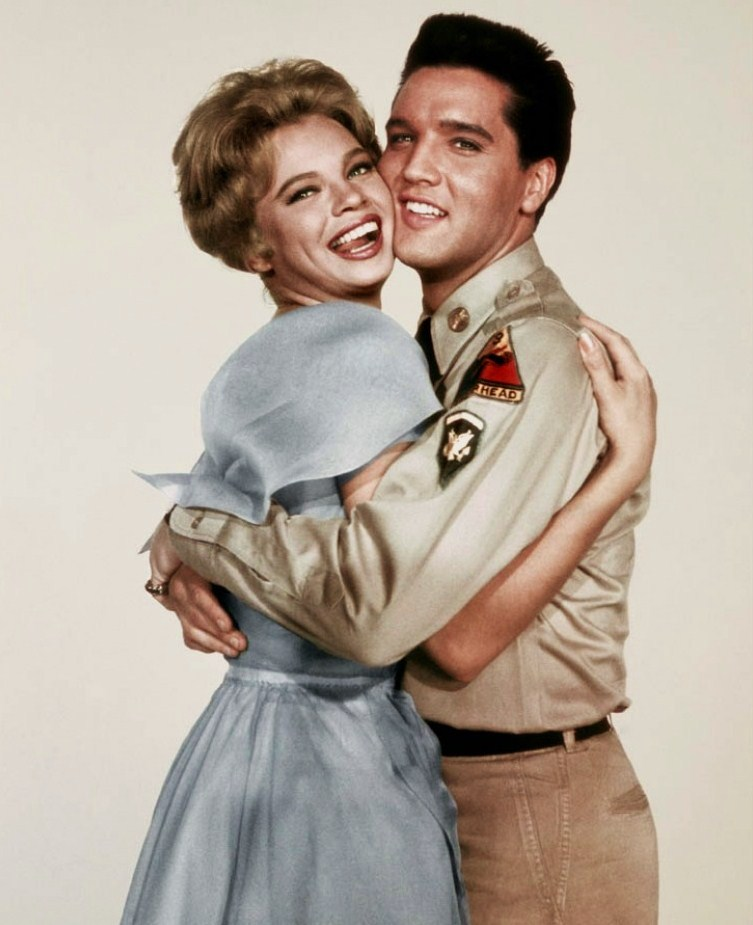
Elvis Presley y Juliet Prowse

La carrera de Elvis Presley en el ejército comenzó en 1958, y para 1960 habían pasado dos años desde que Presley rodó su última película, King Creole. A pesar de que sus tres película anteriores no habían cosechado buenas críticas, en el caso de King Creole los críticos acogieron la película y a la actuación de Elvis con entusiasmo. Tras estos elogios, Presley se sentía seguro de tener un futuro en la actuación y ansiaba regresar a Hollywood tras su paso por el ejército. 
El guion fue escrito por Edmund Beloin y Henry Garson, quienes habían realizado las revisiones finales para Hal Wallis en Don't Give Up the Ship. En 1958, idearon un tratamiento original para una película de Elvis Presley titulada Christmas in Berlin. Posteriormente se conocería como Cafe Europa, antes de convertirse en GI Blues.[finalmente.
Ocho meses antes de que Presley fuera licenciado, en agosto de 1959, el productor Hal Wallis lo visitó en Alemania Occidental para revisar el guion de G.I. Blues y filmar algunas escenas en exteriores.[ Aunque muchas de éstas se incluyeron en la película final, Presley no filmó en ningún momento durante su estancia allí. El doble de Elvis, el soldado de primera clase Tom Creel, participó en algunas de las tomas. 
El Ejército de los Estados Unidos proporcionó tanques y vehículos en maniobras para el rodaje y designó al oficial de información pública John J. Mawn como asesor técnico de la película. Mawn había presidido las conferencias de prensa militares de Presley. 
Presley regresó a los Estados Unidos en marzo de 1960 y comenzó a trabajar en la película a finales de abril. Hal Wallis inicialmente quería que Michael Curtiz dirigiera, pero finalmente seleccionó a Norman Taurog. 
Dolores Hart, Joan Blackman y Ursula Andress fueron sometidas a pruebas para interpretar a la protagonista femenina antes de decidirse por Juliet Prowse. 

## Miscelánea
Las escenas de exteriores fueron filmadas en Alemania pero se usaron dobles del elenco principal y dichas escenas se editaron con el resto del metraje filmado enteramente puertas adentro en Hollywood ya sea en sets de filmación, lotes del estudio o incluso frente a pantallas procesadas donde se proyectaban imágenes de fondo. 
Durante la coreografía de la canción  Pocketful of Rainbows donde Elvis y Juliet Prowse cantan sobre un teleférico, Prowse solo hizo la mímica de la parte vocal que había sido grabada a dúo con Elvis y la cantante femenina  Loulie Jean Norman. Esta versión no fue incluida en el álbum de la banda sonora sino en una edición posterior.La vista panorámica que puede verse desde el teleférico corresponde a la ciudad turística de Rüdesheim am Rhein.
Elvis vuelve a grabar  una versión del clásico Blue Suede Shoes esta vez para la banda sonora de la película, que resultó con un sonido mucho más acústico que la versión original. Su siguiente versión del tema sería ocho años más tarde para el especial televisivo de la NBC de 1968.
Para la interpretación del clásico Wooden Heart Elvis realiza la coreografía dentro de un teatro de títeres interactuando con ellos.
Durante la filmación, las princesas de Dinamarca, Noriega y Suecia al igual que el rey de Tailandia y otras figuras reales, visitaron el set de filmación.

## Encuentro de Elvis y Marilyn Monroe

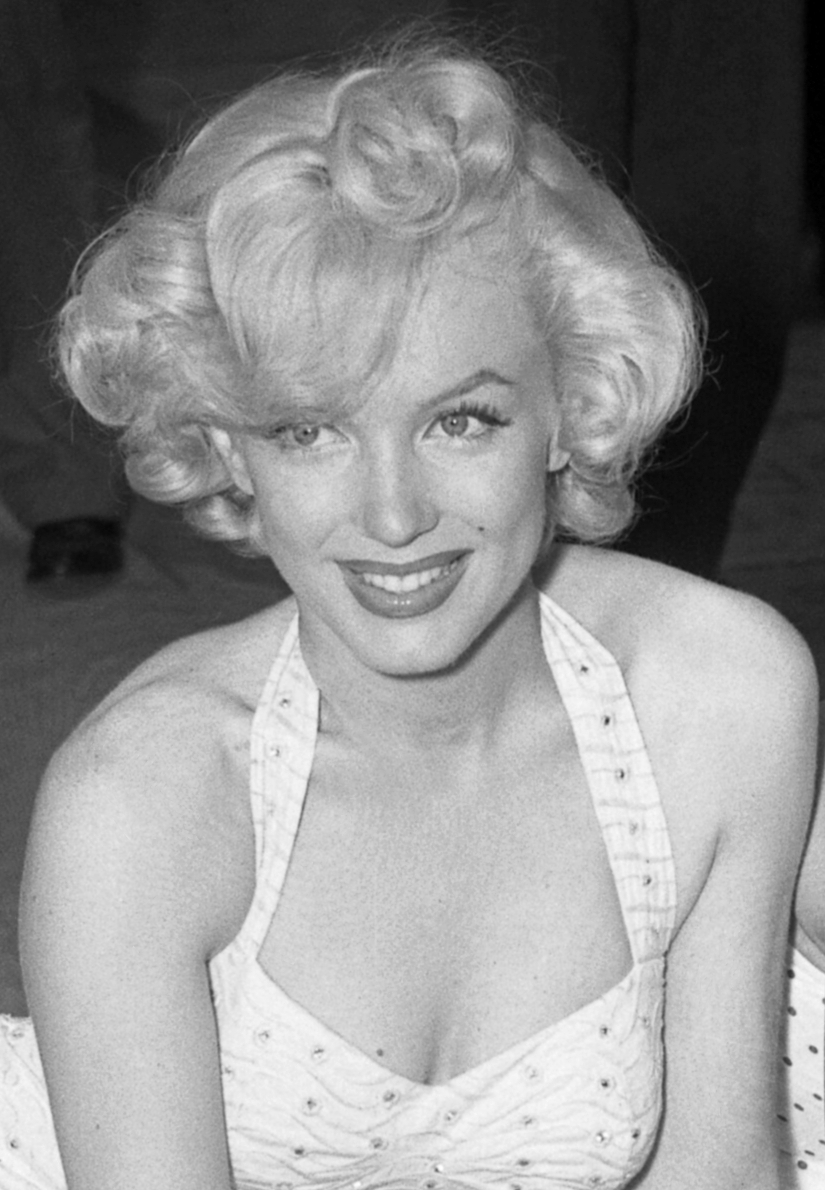
Marilyn Monroe visitó el estudio Paramount durante la filmación

Durante la filmación de G.I. Blues en el mes de marzo coincidió en que Marilyn Monroe se hallaba también el estudio y se produjo un breve encuentro entre ambos artistas. Joe Espósito, mano derecha de Elvis que había comenzado a trabajar para él tras el regreso del artista del servicio militar, comentó al respecto «Una vez, en los estudios Paramount, él y yo caminábamos hacia el camerino y ella [Marilyn Monroe] se dirigía hacia nosotros al mismo tiempo, y fue entonces cuando la conoció. Fue una breve y agradable conversación. La abrazó y todo eso... Probablemente durante unos tres minutos, y eso fue todo».
Alana Nash en su libro "Baby Let's Play House" comentaría también acerca de este breve encuentro.
Si bien siempre se especuló desde los medios de comunicación al igual que por parte de los aficionados de ambas celebridades, en la posibilidad de un romance entre los dos sex symbols más importantes del siglo XX, una relación entre ambos hubiera sido imposible ya que Elvis prefería a mujeres más jóvenes y acababa de dejar en Alemania a quien se convertiría en su futura esposa, Priscilla mientras que Marilyn había optado siempre por relaciones con hombres mayores que ella, estando para ese entonces aún casada con Arthur Miller.
No obstante, las noticias sobre un encuentro amoroso entre Elvis y Marilyn cobraron cierta notoriedad en los medios debido a las declaraciones que presuntamente hiciera Byron Raphael, un ex asistente del mánager de Elvis, el coronel Tom Paker, al diario The Mirrow. Según reveló Byron Raphael ambos artistas se habría conocido en una cita arreglada para un acto promocional. La rubia de Hollywood habría resistido los encantos del músico y se habría negado a pasar la noche con él. 
Raphael explicó que "al Rey no le importaba que Marilyn fuera diez años mayor. Dos semanas después del primer encuentro me llamó y me dijo: pasala a buscar" Raphael la llevó al hotel Beverly Wilshire, en donde la estaba esperando Elvis. Sin mediar palabra comenzaron a besarse. Luego de dos minutos, ingresaron al cuarto. 
Finalizada la noche, Marilyn se retiró en un taxi. "Es una linda chica, pero es muy alta para mí", habría dicho Elvis días después. Esta historia fue desacreditada tanto por el entorno de Elvis como por muchos de los estudiosos de la vida del astro.

## Recepción
La mayoría de las críticas rondaron entre la medianía y lo positivo. El sitio IMDb calificó la película con 6.2 sobre 10. FilmAffinity por su parte le otorgó una calificación mixta con 5 estrellas sobre 10  mientras que la crítica del público en la página Rotten Tomatoes elevó la puntuación a 6.9 de 10.

## Banda sonora
La banda sonora de GI Blues fue nominada a dos premios Grammy en 1960 en las categorías de Mejor Álbum de Banda Sonora o Grabación de Elenco Original de una Película o Televisión y Mejor Álbum de Interpretación Vocal Masculina. Edmund Beloin y Henry Garson fueron nominados en 1961 por el Sindicato de Guionistas de Estados Unidos por GI Blues en la categoría de Mejor Musical Estadounidense Escrito. 